# Draveil
Draveil là một xã trong vùng đô thị Paris, thuộc tỉnh Essonne, vùng hành chính Île-de-France của nước Pháp, có dân số là 28.384 người (thời điểm 1999).